# DNA依存性プロテインキナーゼ触媒サブユニット
DNA依存性プロテインキナーゼ触媒サブユニット（DNAいぞんせいプロテインキナーゼしょくばいサブユニット, DNA-PKcs: 英: DNA-dependent protein kinase, catalytic subunit）は、PRKDC遺伝子又はXRCC7遺伝子にコードされているタンパク質である。DNA-PKcsは、ホスファチジルイノシトール3-キナーゼ関連キナーゼタンパク質ファミリーに属し、4,128アミノ酸の単一のポリペプチド鎖のセリン/スレオニンタンパク質キナーゼである。

## 機能
DNA-PKcsは、DNA依存性プロテインキナーゼ（DNA-PK: 英: DNA-dependent protein）と呼ばれる核DNA依存性セリン/スレオニンタンパク質キナーゼの触媒サブユニットである。DNA-PKのもう一つの成分は自己免疫抗原Kuである。DNA-PKcs単体では不活性であり、Kuに依存してDNA末端に誘導され、キナーゼ活性を発現する。DNA-PKcsは、二本鎖切断に再結合するDNA修復の非相同末端結合（NHEJ）経路に必要である。また、免疫系においてNHEJが利用されるプロセスであるV(D)J組換えにも必要である。DNA-PKcsノックアウトマウスは、V(D)J組換え欠陥のため、重症複合免疫不全症を患う。
DNA-PKのキナーゼ活性の基質タンパク質の多くは同定されている。また、DNA-PKcsが自己リン酸化することができることはNHEJで重要な役割を果たしているようであり、末端処理酵素が二本鎖切断の末端にアクセスできるようにコンフォメーション変化を誘発すると考えられている。また、DNA-PKはATR及びATMとも協働して、DNA損傷チェックポイントに関与するタンパク質をリン酸化する。

## 癌との関連
DNA損傷が癌の主な根本要因であると見られており 、DNA修復遺伝子の欠損が多くの形態の癌の根底にあると考えられる 。DNA修復が不十分な場合、DNA損傷が蓄積する傾向がある。過剰なDNA損傷は、損傷乗り越え合成のエラーの頻出による突然変異や、DNA修復中の誤謬によるエピジェネティックな変化を増加させ得る。このような突然変異やエピジェネティックな変化は、癌を引き起こす可能性がある。
PRKDC（DNA-PKcs）の変異は、子宮内膜症に関連する卵巣癌患者の10人中3人から発見された。さらに、乳癌及び膵臓癌患者の10％にも見られた。
下記の表は、6種類の癌についてDNA-PKcsの発現が23％から57％減少することを示す。
| 癌           | 発現低下頻度 | 参照   |
| 乳癌         | 57％         | [ 14 ] |
| 前立腺癌     | 51％         | [ 15 ] |
| 子宮頸癌     | 32％         | [ 16 ] |
| 上咽頭癌     | 30％         | [ 17 ] |
| 上皮性卵巣癌 | 29％         | [ 18 ] |
| 胃癌         | 23％         | [ 19 ] |
| ------------ | ------------ | ------ |

癌におけるDNA-PKcsの発現低下の原因は明らかにされていない。MicroRNA-101はDNA-PKcsコーディングmRNAの3'-UTRへの結合を介してDNA-PKcsを標的とし、DNA-PKcsのタンパク質レベルを効率的に低下させることが知られている。ただし、miR-101は、癌ではしばしば増加するのではなく減少する。
HMGA2タンパク質は、二本鎖切断部位からのDNA-PKcsの放出を遅らせ、非相同末端結合によるDNA修復を妨害し、染色体異常を引き起こす 。通常、let-7a miRNAによってHMGA2遺伝子は抑制され、成人の正常な組織ではHMGA2タンパク質はほとんど存在しない。多くの癌ではlet-7 miRNAが抑制されており、一例として、乳癌では、let-7a-3 / let-7b miRNAを制御するプロモーター領域が高メチル化によって頻繁に抑制される。エピジェネティックなlet-7a miRNAのレベル低下又は欠如により、HMGA2タンパク質の高発現が起こるようになり、これによりDNA-PKcsの発現に欠陥が生じる。
DNA-PKcsは、ピロリ菌（Helicobacter pylori）関連胃炎などのストレスの多い状態によって上方制御を受ける可能性がある。電離放射線を口腔扁平上皮癌組織の生きた癌細胞に照射した実験では、DNA-PKcsレベルが増加した。
ATMタンパク質は、DNA二本鎖切断の相同組換え修復（HRR: homologous recombinational repair）において重要である。癌細胞がATMを欠損している場合、細胞はDNA-PKcsに依存し、二本鎖切断に対するDNA修復経路である非相同末端結合（NHEJ）において重大である。このためATM遺伝子変異細胞では、DNA-PKcsの阻害剤が高レベルのアポトーシス細胞死を引き起こす。ATM変異細胞でDNA-PKcsがさらに失われると、DNA二本鎖切断を修復するための主要な経路（HRRおよびNHEJ）が喪失される。
DNA-PKcs発現の上昇は、ある種の癌の大部分（40％から90％）に見られる（ただし、割合の残余では、しばしばDNA-PKcsの発現が低下または欠如している）。これは、これらの癌のゲノム不安定性による代償性DNA修復能力の誘導を反映していると見られ、DNA-PKcsレベルの上昇は癌細胞にとって有益であると考えられている。出版物20件を参照して12種類の癌についてDNA-PKcsの過剰発現となる割合をまとめたレビューによると、DNA-PKcsの過剰発現率は癌の進行度の高さと患者の生存期間の短さと相関する場合が多い。ただし、この表では、一部の癌についてはDNA-PKcsの減少または欠如の割合が大きいほど、進行度が高く生存率は低くなる。

## 老化への影響
非相同末端結合（NHEJ）は、哺乳類の体細胞がゲノムで継続的に発生する二本鎖切断に対処するための主要なDNA修復プロセスである。 DNA-PKcsは、NHEJ機構の重要な生体分子の一つである。DNA-PKcs欠損マウスは寿命が短く、対応する野生型同腹仔よりも多くの加齢関連の疾病の発症が早い 。これらの発見は、DNA二本鎖切断を効率的に修復できないと早期老化を引き起こすことを示唆し、DNA損傷による加齢理論（英語）を支持する。

## 相互作用分子
DNA-PKcsは以下の生体分子と相互作用する。
- ATM[34][35]
- C1D[36]
- CDC5L[37]
- CHEK1[34][38]
- CHUK[39]
- CIB1[40]
- DCLRE1C[41]
- ILF2[42]
- ILF3[42]
- Ku80[43][44][45]
- NCOA6[46]
- P53[34][36][38]
- RPA2[47]
- WRN[34][48]